# 윌리엄스 증후군

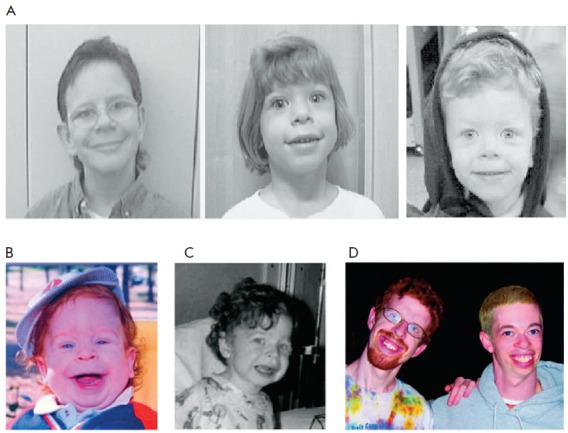

윌리엄스 증후군(Williams syndrome, WS) 또는 윌리엄스-보이렌 증후군(Williams–Beuren syndrome, WBS)은 몸의 여러 부위에 영향을 미치는 유전 질환이다. 얼굴 특징에는 넓은 이마, 미발달된 턱, 짧은 코, 통통한 뺨이 흔히 포함된다. 윌리엄스 증후군을 앓는 사람들에게서는 경미하거나 중간 정도의 지적 장애가 관찰되며 특히 그림 그리기와 같은 공간 시각화 작업에 어려움이 있다. 언어 능력은 비교적 영향을 적게 받는다. 또 환자들은 외향적인 성격, 다른 사람들과 교류하는 데 대한 개방성, 행복한 기질을 타고 난다. 치아, 심장 문제 특히 대동맥 판막 상부 협착증(Supravalvular aortic stenosis), 그리고 고칼슘혈증이 흔히 동반된다.
윌리엄스 증후군은 유전적 이상으로 발생하는 질환으로, 7번 염색체의 장완에서 약 27개의 유전자가 결실되어 발생한다. 대부분 이는 사람의 발생 과정에서 발달하는 난자나 정자가 형성되는 동안 무작위적으로 일어난다. 소수의 경우 상염색체 우성 방식으로 증후군을 앓는 부모로부터 유전된다. 증후군의 특징을 일으키는 결실 유전자들이 특정되고 있다. 진단은 보통 증상을 기준으로 의심된 뒤 유전자 검사를 통해 확인된다.
환자를 지원하기 위한 개입으로는 특수 교육 프로그램과 다양한 유형의 치료가 있다. 심장 문제 교정을 위한 수술을 하는 경우가 있다. 고칼슘혈증의 경우 식단 변경이나 약물 복용이 필요할 수 있다. 1961년 뉴질랜드의 심장학자 J. C. P. 윌리엄스(John C. P. Williams)가 처음 기술하였다. 이 증후군은 출생 시 20,000 ~ 7,500명 중 1명에게서 발생한다. 평균 수명은 일반인보다 짧은데 이는 주로 심장병의 발병률 증가 때문이다.

## 같이 보기
- 염색체 이상